# Hartsville (Indiana)
Hartsville es un pueblo ubicado en el condado de Bartholomew en el estado estadounidense de Indiana. En el Censo de 2010 tenía una población de 362 habitantes y una densidad poblacional de 406,31 personas por km².

## Geografía
Hartsville se encuentra ubicado en las coordenadas 39°16′1″N 85°41′56″O / 39.26694, -85.69889. Según la Oficina del Censo de los Estados Unidos, Hartsville tiene una superficie total de 0.89 km², de la cual 0.89 km² corresponden a tierra firme y (0%) 0 km² es agua.

## Demografía
Según el censo de 2010, había 362 personas residiendo en Hartsville. La densidad de población era de 406,31 hab./km². De los 362 habitantes, Hartsville estaba compuesto por el 96.96% blancos, el 1.1% eran afroamericanos, el 0% eran amerindios, el 0% eran asiáticos, el 0% eran isleños del Pacífico, el 0% eran de otras razas y el 1.93% pertenecían a dos o más razas. Del total de la población el 1.1% eran hispanos o latinos de cualquier raza.